# آرامگاه رزمگاه
مقبره رزمگاه مربوط به دوره صفوی است و در شهرستان فریمان، روستای رزمگاه علیا واقع شده و این اثر در تاریخ ۲ آبان ۱۳۸۲ با شمارهٔ ثبت ۱۰۴۵۶ به‌عنوان یکی از آثار ملی ایران به ثبت رسیده است.